# دوري جنوب إفريقيا لكرة القدم 1997–98
دوري جنوب أفريقيا لكرة القدم 1997–98 (بالإنجليزية: 1997–98 Premier Soccer League)‏ هو الموسم 2 من دوري جنوب أفريقيا لكرة القدم ‏. كان عدد الأندية المشاركة فيه 18، وفاز فيه ماميلودي صن داونز.